# Dalbergia decipularis
Dalbergia decipularis là một loài thực vật có hoa trong họ Đậu. Loài này được Rizzini & A.Mattos miêu tả khoa học đầu tiên.